# HD 156227
HD 156227，又名BD-06 4575，SAO 141585、HR 6413，是一颗恒星，视星等为6.09，位于銀經15.9，銀緯17.8，其B1900.0坐标为赤經17h 11m 21.2s，赤緯-6° 17.8′ 2″。